# Johanna Christine Gehlen
Johanna Christine Gehlen (* 11. Mai 1970 in Hamburg; auch Johanna-Christine Gehlen) ist eine deutsche Schauspielerin.

## Leben
Johanna Christine Gehlen ist die Tochter des Schauspielers und Regisseurs Elmar Gehlen. Nach dem Abitur studierte sie von 1989 bis 1993 an der Hochschule für Musik und Theater Hannover. Sie schloss ihr Studium mit Auszeichnung ab.
Ihre ersten Theaterengagements hatte sie in Münster (1993–1995) und Essen (1995–1996). Sie spielte in Klassikern wie Georg Büchners Dantons Tod, William Shakespeares Wie es euch gefällt, Gotthold Ephraim Lessings Nathan der Weise, Johann Wolfgang von Goethes Faust II, Bertolt Brechts Die heilige Johanna der Schlachthöfe und Tennessee Williams’ Endstation Sehnsucht.
Gleichzeitig spielte sie seit 1992 als Schauspielerin vor der Kamera in bisher über 70 Film-und-Fernsehproduktionen mit.
Gehlen ist seit September 2009 mit dem Schauspieler Sebastian Bezzel verheiratet und lebt in Hamburg-Ottensen. Das Ehepaar hat einen Sohn und eine Tochter.

## Filmografie
- 1992: Liebe Arbeit
- 1993: Der gefälschte Sommer
- 1993–2022: Großstadtrevier (Fernsehserie, 4 Folgen, verschiedene Rollen)
- 1994: Lindenstraße (Fernsehserie, Folge: Verträge)
- 1994: Tag der Abrechnung – Der Amokläufer von Euskirchen
- 1995: Rache ist süß
- 1996: Ein Flotter Dreier
- 1996: Die Kids von Berlin
- 1997–1998: Der Fahnder (Fernsehserie, 2 Folgen)
- 1997: Sketchup
- 1997: Der Kinderhasser
- 1997: Der Todesbus
- 1998–2009: Ein Fall für zwei (Fernsehserie, 4 Folgen, verschiedene Rollen)
- 1998: SOKO München (Fernsehserie, Folge: Killing)
- 1998: Im Namen des Gesetzes (Fernsehserie, Folge: Die Geisel)
- 1998: Zärtliche Begierde
- 1998: Dreamboy macht Frauen glücklich
- 1999: Ina und Leo
- 1999–2000: Die Pfefferkörner (Fernsehserie, 2 Folgen, verschiedene Rollen)
- 1999: Die Gefesselten
- 2000: Max & Lisa (Fernsehserie, 10 Folgen)
- 2000: Der Weihnachtswolf
- 2000: Kleiner Mann sucht großes Herz
- 2001: Freunde fürs Leben – Glücksmomente
- 2001: Die Liebenden vom Alexanderplatz
- 2001: Scheidung mit Hindernissen
- 2001: Rheinsamurai
- 2001: Wilder Hafen Ehe
- 2002: Wie verliebt man seinen Vater?
- 2002: Der Unbestechliche
- 2002: Rosamunde Pilcher – Sternschnuppen im August
- 2002: Mein Weg zu Dir
- 2003: Stubbe – Von Fall zu Fall – Opfer im Zwielicht
- 2003: Der letzte Zeuge – Im Schatten stirbt man nicht
- 2003: Polizeiruf 110 – Doktorspiele
- 2003: Der Pfundskerl
- 2003: Mit Herz und Handschellen
- 2003: Jakobs Frauen
- 2004: Hölle im Kopf
- 2004: Utta Danella – Das Familiengeheimnis
- 2005: Verführung für Anfänger
- 2005: Hölle im Kopf
- 2005–2009: Küstenwache (Fernsehserie, 3 Folgen)
- 2005: Der Bulle von Tölz: Der Weihnachtsmann ist tot
- 2005: Im Namen des Gesetzes – Totgeschwiegen
- 2005: Auf den Spuren der Liebe
- 2005: Liebe zu vererben
- 2005: Der Himmel in Deinen Augen
- 2005: Mama und der Millionär
- 2006: Ein starkes Team – Sippenhaft
- 2006: Die Erntehelferin
- 2006: Zwei Millionen suchen einen Vater
- 2007: Tatort – Blutsbande
- 2007: Moppel-Ich
- 2007: Oh Tannenbaum
- 2007: Liebling, wir haben geerbt!
- 2007: Lilly Schönauer – Für immer und einen Tag
- 2009: SOKO Köln – Tod auf dem Rhein
- 2009: Die Treuhänderin
- 2010: Inspektor Barbarotti Mensch ohne Hund
- 2010: Der Landarzt – Schuss vor den Bug
- 2010: Katie Fforde – Glücksboten
- 2010: Zwei für alle Fälle – Ein Song für den Mörder
- 2010: Der kalte Himmel
- 2012: Wohin der Weg mich führt
- 2012: Das Traumschiff – Singapur/Bintan
- 2012: Das Duo – Tote lügen besser
- 2014: SOKO Köln – Leiche zum Dessert
- 2015: Utta Danella – Lügen haben schöne Beine
- 2018: Neues aus Büttenwarder – Rote Laterne
- 2019: Papa hat keinen Plan
- 2019: SOKO Stuttgart – Der letzte Tanz
- 2020: Da is’ ja nix (NDR-Mini-Serie)
- 2021: Morden im Norden: Mitten ins Herz
- 2024: Nord bei Nordwest – Der doppelte Lothar
- 2024: Am Abgrund
- 2024: Die StiNos